# Nikolai Alexandrowitsch Miljutin
Nikolai Alexandrowitsch Miljutin (russisch Николай Александрович Милютин; * 9. Dezemberjul. / 21. Dezember 1889greg. in Sankt Petersburg; † 4. Oktober 1942) war ein russischer und sowjetischer Revolutionär, Politiker und Architekturtheoretiker. 
Von 1924 bis 1929 war er Volkskommissar der Finanzen und von 1929 bis 1930 Vorsitzender des Kleinen Rates der Volkskommissare. Neben seiner politischen Tätigkeit tat sich Miljutin auch als Architekturtheoretiker hervor. Er war ein wesentlicher Vertreter des Linearstadt-Konzeptes, welches er in seinem Buch Sozgorod darlegte.

## Leben
Miljutin wurde 1889 in Sankt Petersburg geboren. Sein Vater war Fischer, dessen Vorfahren adliger Herkunft und verwandt mit dem Miljutin-Geschlecht. Diese Herkunft verschwieg er in späteren Biografien.
1908 trat er in die sozialdemokratische Partei ein. Von 1907 bis 1909 studierte er an der Fakultät für Architektur des Freien Polytechnikums (russisch Вольный Политехникум Wolny Politechnikum) in Sankt Petersburg. Im Anschluss besuchte er die Stieglitzschule für Technisches Zeichnen in Sankt Petersburg. Er schloss weder sein Kunst- noch sein Architektur-Studium ab.

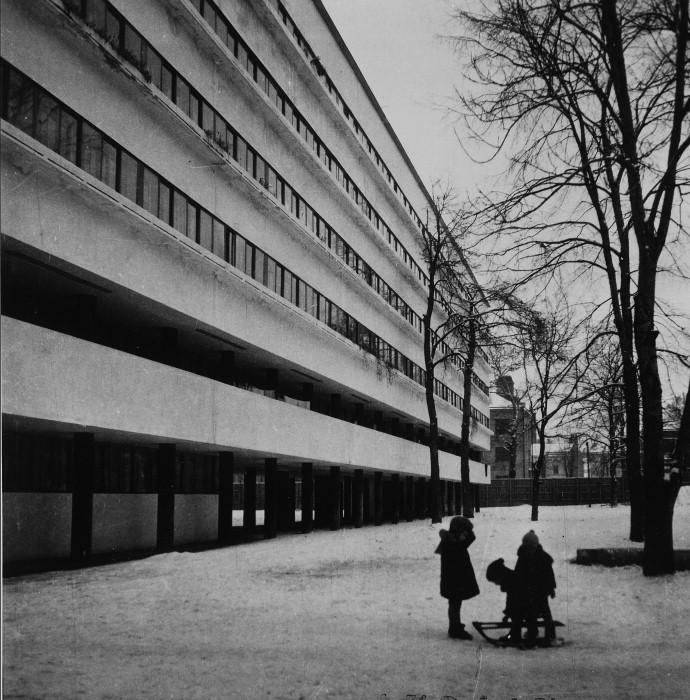
Das Narkomfin-Kommunehaus in den 1930er-Jahren.

Ab 1910 arbeitete er in der Russischen Transport- und Versicherungsgesellschaft und war für die Krankenversicherung von Arbeitern zuständig.
Am 26. Oktoberjul. / 8. November 1917greg. befehligte er den Arbeitertrupp, der den Winterpalais von der Seite des Bogens des Generalstabsgebäudes angriff.
Miljutin pflegte ein enges persönliches Verhältnis zu Lenin, sowie zu dem Architekten Moissei Ginsburg. 1928 bis 1930 ließ er von Moissei Ginsburg mit Ignati Milinis das Narkomfin-Kommunehaus für die Mitarbeiter des Volkskommissariats für Finanzen (Narkomfin) bauen. Möglicherweise war Miljutin auch teilweise am Entwurf beteiligt. Er wohnte in der Penthouse-Wohnung des Gebäudes.
1930 erschien in einer Auflage von 7.000 Exemplaren sein Buch „Sozgorod“, welches sich mit der Theorie des sozialistischen Städtebaus befasst.
Von 1931 bis 1934 war er Herausgeber der Zeitschrift Sowjetskaja architektura.
Er war künstlerischer Leiter des Projektes für den Palast der Sowjets.
Miljutin starb 1942 eines natürlichen Todes.

## Schriften (Auswahl)
- Sozgorod. 1930 (russisch, Auflage: 7.000)
  - Sozgorod. Probleme des Planens sozialistischer Städte. Faksimile der Originalausgabe und deutsche Übersetzung. DOM Publishers, Berlin 2008.